# De juiste prijs
De juiste prijs is een spelshow op de Vlaamse televisiezender VTM. Het is gebaseerd op het programma The Price Is Right uit de Verenigde Staten en op het programma Prijzenslag, dat werd uitgezonden door de Nederlandse zender RTL 4.

## Concept
In het programma moeten de kandidaten de prijs raden van bepaalde producten in de hoop deze producten te winnen.
Van 1990 tot 1992 werd het programma gepresenteerd door Jan Theys met Phaedra Hoste als assistente.
In juni 2010 werd bekendgemaakt dat er een nieuwe reeks van het programma zou komen. Koen Wauters zou de inmiddels overleden Jan Theys opvolgen als presentator.